# Afif
Afif (arabiska: عفيف) är en stad i Najdregionen i Saudiarabien. Afif ligger halvvägs mellan städerna Riyadh och Mekka. Folkmängden uppgick till 45 525 invånare vid folkräkningen 2010.